# سبد سهام
سبد سهام یا پُرتفُوی یا پورتفولیو (به انگلیسی: Portfolio) (به فرانسوی: Portefeuille) ترکیبی از سهام یا سایر دارایی‌ها است که یک سرمایه‌گذار آنها را خریداری کرده‌است. در سال ۱۹۵۰ هری مارکوئیتز مدل اساسی پرتفولیو را ارائه کرد که مبنایی برای تئوری مدرن پرتفوی قرار گرفت. قبل از مارکوئیتز سرمایه‌داران با مفاهیم ریسک و بازده آشنا بودند ولی نمی‌توانستند آن را اندازه‌گیری کنند. سرمایه‌گذاران از قبل می‌دانستند که ایجاد تنوع مناسب است و به اصطلاح، نباید همهٔ تخم‌مرغ‌هایشان را در یک سبد بگذارند. با این حال مارکوئیتز اولین کسی بود که مفهوم پرتفولیو و ایجاد تنوع را به‌صورت علمی بیان کرد.
پرتفولیو، در عبارت ساده، به ترکیبی از دارایی‌ها گفته می‌شود که توسط یک سرمایه‌گذار برای سرمایه‌گذاری تشکیل می‌شود. از نظر تکنیکی، یک پرتفولیو دربرگیرندهٔ مجموعه‌ای از دارایی‌های واقعی و مالی سرمایه‌گذاری یک سرمایه‌گذار است. مطالعهٔ تمام جنبه‌های پرتفولیو، مدیریت پرتفولیو نام دارد. قانون شمارهٔ یک مدیریت پرتفولیو، ایجاد تنوع است. هدف از تشکیل سبد سهام، تقسیم کردن ریسک سرمایه‌گذاری بین چند سهم است؛ بدین ترتیب، سود یک سهم می‌تواند ضرر سهام دیگر را جبران کند.

## پرتفوی کارا
مارکوئیتز همچنین مفهوم پرتفولیوی کارا را مطرح کرد. پرتفولیوی کارا به معنای ترکیب مطلوب اوراق بهادار به نحوی است که ریسک آن پرتفولیو در ازای نرخ بازده معین به حداقل رسیده باشد. سرمایه‌گذاران منطقی به دنبال پرتفولیوی کارا هستند زیرا این گونه پرتفولیوها باعث حداکثر شدن بازده مورد انتظار برای سطح معینی از ریسک، یا حداقل ریسک برای بازده مورد انتظار معینی می‌شود.
برای تعیین یک پرتفولیوی کارا، لازم است بازده مورد انتظار و انحراف معیار بازده برای هر پرتفوی را مشخص کنیم. به‌همین منظور و برای محاسبهٔ بازده مورد انتظار و انحراف معیار آن، باید از مدل مارکوئیتز استفاده کنیم. طبق مفروضات مارکوئیتز، سرمایه‌گذارن بازده را مطلوب دانسته و از ریسک، گریزان هستند. بعلاوه در تصمیم‌گیری، منطقی عمل می‌کنند و تصمیماتی اتخاذ می‌کنند که باعث حداکثر کردن بازده مطلوب آنها شود.

## بازده مورد انتظار پرتفوی
بازده مورد انتظار پرتفوی از طریق میانگین وزنی بازده مورد انتظار هر یک از اوراق بهادار به‌آسانی قابل محاسبه است. وزن‌هایی که برای میانگین مورد استفاده قرار می‌گیرند، نسبت‌هایی از وجوه قابل سرمایه‌گذاری‌اند که در هر یک از اوراق بهادار سرمایه‌گذاری شده‌اند. وزن‌های ترکیب‌شده عبارت‌اند از مجموع صد درصد وجوه قابل سرمایه‌گذاری.
بازده مورد انتظار پرتفوی به‌صورت زیر محاسبه می‌شود:
{\displaystyle {\displaystyle E(R_{p})=\sum _{i=1}^{n}W_{i}E(R_{p})}}
در این معادله داریم:
{\displaystyle {\displaystyle E(R_{p})}}: بازده مورد انتظار پرتفوی
{\displaystyle {\displaystyle W_{i}}}: وزن پرتفولیو برای iاُمین اوراق بهادار
{\displaystyle {\displaystyle E(R_{i})}}: بازده مورد انتظار اوراق بهادار i
{\displaystyle {\displaystyle \sum W_{i}=1}}
باید توجه داشت که علامت i دلالت بر یک اوراق بهادار خاص و علامت p دلالت بر یک پرتفوی را دارد.

## ریسک پرتفوی
در مدل مارکوئیتر، ریسک توسط واریانس (یا انحراف معیار) بازده پرتقوی و همانند محاسبهٔ ریسک هر یک از اوراق بهادار اندازه‌گیری می‌شود. برخلاف بازده مورد انتظار پرتفولیو ریسک به‌تنهایی شامل میانگین وزنی ریسک تک‌تک اوراق بهادار موجود در پرتفوی نیست و دقیقاً به‌خاطر همین نابرابری است که سرمایه‌گذاران می‌توانند ریسک پرتفولیو را کاهش دهند.
ریسک پرتفلیو نه‌تنها به میانگین وزنی ریسک تک‌تک اوراق بهادار تشکلیل‌دهندهٔ اوراق بهادار، بلکه به کوواریانس یا روابط میان بازده‌های اوراق بهادار تشکیل‌دهندهٔ اوراق بهادارِ پرتفولیو نیز بستگی دارد.
ریسک پرتفلیو تابعی است از ریسک هر یک از اوراق بهادار و کوواریانس میان بازده هر یک از آنها. این مفهوم در عبارت واریانس زیر نشان داده شده‌است:
{\displaystyle \sigma _{p}^{2}=\sum _{i=1}^{n}{W_{i}}^{2}{\sigma _{i}}^{2}+\sum _{i=1}^{n}\sum _{j=1}^{n}W_{i}W_{j}\sigma _{i,j}}
که در آن داریم:
{\displaystyle {\sigma _{p}}^{2}}: واریانس بازده پرتفوی
{\displaystyle {\sigma _{i}}^{2}}: واریانس بازده اوراق بهادار i
{\displaystyle \sigma _{i,j}}: کوواریانس میان بازده‌های اوراق بهادار i, j
{\displaystyle W_{i,j}}: درصد وجوه قابل سرمایه‌گذاری که در اوراق بهادار i سرمایه‌گذاری شده‌است.

## ضریب همبستگی
به‌منظور محاسبهٔ تأثیر روابط میان بازده اوراق بهادار یک پرتفوی، لازم است ضریب همبستگی میان هر جفت از اوراق بهادار i و j را برآورد کنیم. ضریب همبستگی ({\displaystyle {\displaystyle \rho _{i,j}}}) یک معیار آماری است که میزان رابطهٔ هر دو اوراق بهادار را نشان می‌دهد. با این حال، این ضریب علت رابطه را نشان نمی‌دهد و فقط وجود یا عدم وجود رابطه را نشان می‌دهد. ضریب همبستگی، معیار نسبی از روابط است و محدودهٔ آن از ‎+۱ تا ۱- به‌صورت زیر می‌باشد:
- اوراق بهاداری که همگی دارای ضریب همبستگی کاملاً مثبت هستند هیچ تأثیری در کاهش ریسک پرتفلیو ندارد.
- وقتی همبستگی صفر باشد، هیچ رابطه‌ای بین بازده دو اوراق بهادار وجود ندارد و این امر باعث کاهش ریسک پرتفوی می‌شود ولی به‌صورت کامل حذف نمی‌شود.
- نهایتاً اینکه، ترکیب دو اوراق بهادار که دارای همبستگی کاملاً منفی باشند، می‌تواند باعث حذف کامل ریسک پرتفوی شود.

باید به این نکته توجه نمود که در دنیای واقعی همبستگی‌های کامل به ندرت وجود دارد و اوراق بهادار معمولاً با یکدیگر رابطهٔ مثبتی دارند؛ بنابراین به‌طور کامل نمی‌توان ریسک را از بین برد. سرمایه‌گذاران همواره به دنبال یافتن اوراق بهاداری هستند که کم‌ترین همبستگی مثبت را داشته باشد.

## کوواریانس
کوواریانس معیار مطلقی برای بیان میزان ارتباط میان بازده‌های هر جفت اوراق بهادار است. کوواریانس میزان تغییرات دو متغیر را در طول زمان نشان می‌دهد. کوواریانس می‌تواند به‌صورت یکی از موارد سه‌گانهٔ زیر باشد:
1. حالت مثبت، که نشان می‌دهد بازده‌های مربوط به دو اوراق بهادار به‌صورت هم‌زمان در یک جهت حرکت می‌کنند.
2. حالت منفی، که نشان می‌دهد بازده‌های مربوط به اوراق بهادار به‌صورت معکوس حرکت می‌کنند.
3. حالت صفر، که نشان می‌دهد بازده‌های دو اوراق بهادار مستقل از هم عمل می‌کنند.

نحوهٔ محاسبه کوواریانس به‌صورت زیر است:
{\displaystyle {\displaystyle \sigma _{A,B}=\sum _{i=1}^{m}[R_{A,i}-E(R_{A})][R_{B,i}-E(R_{B})]pr_{i}}}
در این معادله داریم:
{\displaystyle {\displaystyle \sigma _{A,B}}}: کووارانس میان اوراق بهادار A و B
{\displaystyle {\displaystyle E(R_{A})}}: ارزش مورد انتظار بازده مورد انتظار اوراق بهادار A
{\displaystyle {\displaystyle R_{A}}}: یکی از بازده‌های متحمل اوراق بهادار A
{\displaystyle m}: تعداد پیامدهای متحمل برای یک اوراق بهادار در دورهٔ مورد نظر

## ایجاد ارتباط میان ضریب همبستگی و کوواریانس
کوواریانس و ضریب همبستگی به روش زیر با هم مرتبط هستند:

### مدل تک شاخص
عمده‌ترین مشکل مدل مارکوئیتز این است که به مجموعه‌ای کامل از کوواریانس میان بازده‌های اوراق بهادار نیاز دارد. ویلیام شارپ با پیگیری کارهای مارکوئیتز، مدل تک شاخص را که بازده هر اوراق بهادار را به بازده شاخص سهام عادی مرتبط می‌سازد، ارائه داد. برای این منظور، شاخص‌های زیادی در مورد بازده بازار سهام عادی مطرح شد.
مدل تک شاخص را می‌توان به‌صورت زیر بیان کرد:
{\displaystyle {\displaystyle R_{i}=\alpha _{i}+\beta _{i}R_{M}+e_{i}}}
در این معادله داریم:
{\displaystyle {\displaystyle Ri}}: بازده (TR) اوراق بهادار i
{\displaystyle {\displaystyle RM}}: بازده (TR) شاخص بازار
{\displaystyle {\displaystyle \alpha _{i}}}: آن بخش از بازده اوراق بهادار i که مستقل از عملکرد بازار است.
{\displaystyle {\displaystyle \beta _{i}}}: معیار حساسیت بازده سهام به بازده شاخص بازار

## ارزش پرتفوی
به ارزش مالی و نقدی پرتفوی هر شخص حقیقی یا حقوقی، ارزش پرتفوی گویند. برای قیمت‌گذاری شرکت‌های سرمایه‌گذاری پذیرفته‌شده در بورس اوراق بهادار، مهم‌ترین عامل ارزش پرتفوی این شرکت‌هاست.

## مدیریت
پرتفوی به‌منظور کاهش ریسک و به‌صورتی انتخاب می‌شود تا در شرایط عادی احتمال کاهش بازده همه دارایی‌ها (شامل سهام‌های خریداری‌شده) نزدیک به صفر باشد. پرتفوی می‌تواند متعلق به شخصیت حقیقی یا حقوقی باشد. به قول معروف برای مدیریت بهتر می‌بایست تمام تخم‌مرغ‌ها را در یک سبد نچید و لذا تشکیل سبد برای مدیریت بهتر لازم و ضرور ی است.